# میخچه

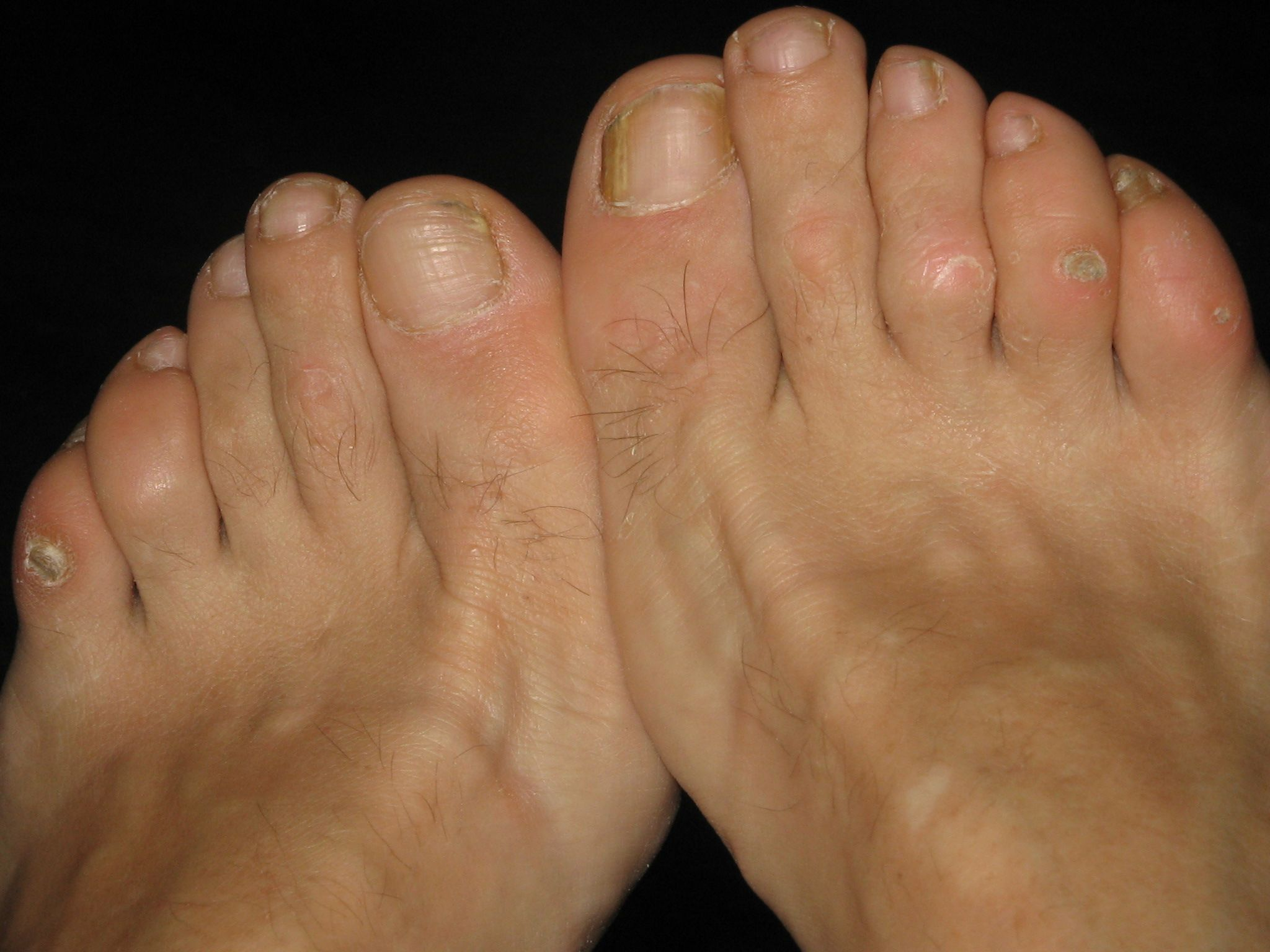
میخچه‌های دردناک.

میخچه ضایعه‌ای پینه‌ای‌شکل از پوست مرده است که معمولاً در سطوح نازک و بدون موی پوست به خصوص در قسمت پشتی پنجه پا یا انگشتان یا در قسمت ضخیم‌تر پوست کف دست و پا ایجاد می‌شود.
میخچه زمانی به وجود می‌آید که فشار وارده بر پوست حالتی بیضوی یا شبیه بیضی در پوست ایجاد کند که مرکز آن کانون فشار است و به مرور زمان گسترده می‌شود. اگر تحریک به‌طور مستمر روی بافت‌های تولیدکننده میخچه ادامه یابد، حتی پس از حذف آن، پوست مجدداً تولید میخچه می‌کند.
زمانی که پینه گسترده شده و در مرکز آن سلول‌های مرده پوست تجمع می‌کنند، تبدیل به میخچه می‌شود.
علل میخچه و این بیماری به شکل ذیل می باشد :
۱. سن: با افزایش سن، میخچه شایع تر می شود. تغییرات فیزیکی و بیومکانیکی مرتبط با سن در پاهای شما می تواند بر ساختار و عملکرد آنها تأثیر بگذارد. این می تواند نحوه راه رفتن و نگه داشتن پاهای شما را تغییر دهد. از آنجایی که پاهای شما با افزایش سن تغییر می کند، می تواند بر تناسب کفش یا جوراب شما تأثیر بگذارد و باعث تحریک شود.
۲. جوراب: جوراب های خیلی بزرگ می توانند از روی پای شما لیز بخورند و باعث اصطکاک شوند. جوراب‌های خیلی تنگ نیز می‌توانند باعث تحریک شوند که منجر به میخچه پا شود. پوشیدن کفش بدون جوراب باعث تشکیل ذرت می‌شود و پای شما را بدون محافظت بین پوست و کفش‌تان می‌گذارد. 
۳. کفش: پوشیدن کفش‌های نامناسب می‌تواند احتمال ابتلا به بنه پا را افزایش دهد. کفش‌های خیلی بزرگ می‌توانند به پاهای شما اجازه سر خوردن و مالش دادن به کفش را بدهند. کفش های خیلی کوچک یا باریک می توانند باعث اصطکاک بین پا و کفش شوند. هنگام پوشیدن کفش‌های تنگ یا باریک پاشنه بلند احتمال ایجاد میخچه پا بیشتر است.
۴. چاقی: چاقی می‌تواند باعث شود که با راه رفتن غیرعادی (طرز راه رفتن) یا توزیع وزن با ایجاد ناهنجاری‌های پا مانند صاف راه بروید. پاها، قوس های افتاده یا پاهای صاف و پهن تر. این ویژگی‌ها می‌توانند بر نحوه تناسب کفش‌های شما تأثیر بگذارند و منجر به شکل‌گیری میخچه‌های پا شوند.
۵. بدشکلی‌های پا: تغییر شکل‌های پا مانند انگشت چکشی و بونیون‌ها می‌تواند باعث ایجاد مکانیک غیرعادی پا شود که در آن پای شما فشار غیرعادی وارد می‌کند. این شرایط می تواند باعث خم شدن انگشتان پا شود و در نتیجه زمانی که روی کفش ساییده می شود، میخچه پا ایجاد می کند. تغییرات در استخوان‌های پا ناشی از آرتروز یا ضربه نیز می‌تواند خطر تشکیل ذرت را افزایش دهد.
۶. دیابت: افراد مبتلا به دیابت در معرض نوروپاتی محیطی هستند که باعث بی‌حسی پا و ضعف عضلانی در پاهای شما می‌شود. این فقدان حس می تواند فشار غیرطبیعی دائمی بر روی پاهای شما بدون احساس آن ایجاد کند. بدون درمان، ذرت می تواند بدتر شود و منجر به زخم پای دیابتی شود که می تواند آسیب جدی به پای شما وارد کند.

## درمان
در اولین گام بهتر است به استراحت بپردازید و کمتر راه بروید چرا که ممکن است میخچه بیش از پیش رشد کند و پای شما را بیش از حد به درد آورد. همچنین استراحت به درمان آن بیشتر کمک خواهد کرد.
نکته‌ای که باید در نظر داشته باشید استفاده نکردن از هیچ‌گونه تیغ و چاقویی است. بسیاری از مردم می‌پندارند با استفاده از تیغ و چاقو می‌توان میخچه را خارج کرد. این کار تنها درد بی‌امان برای شما دارد.
درمان میخچه با محلول سالیسیلیک اسید انجام می‌شود که اگر اندازه میخچه بزرگ باشد استعمال آن نیازمند مدت زمان زیادی است. چسب میخچه هم برای درمان میخچه استفاده می‌شود که ترکیب اصلی آن سالیسیلیک اسید است. میخچه‌های سطحی با یک یا دو چسب درست می‌شود اما میخچه‌هایی که عمق بیشتری دارند با اسید سالیسیلیک در طی مدت دو هفته تا یک ماه درست می‌شود. در این مدت پوست‌های اضافه و خشک شده باید تمیز گردد و جوراب به‌طور مداوم عوض شود.
همچنین برای درمان میخچه‌هایی که با سالیسیلیک اسید بهبود نیافتند، از روش کرایوتراپی یا سرمادرمانی در بیمارستان ها و کلینیک های دارای دستگاه کرایو انجام می‌شود؛ که طی آن در طول یک یا چند جلسه، موضع میخچه با نیتروژن مایع سوزانده می شود و در این روش درمان، بهبودی حتمی است.